# Gare Saint-Bruno
Cet article concerne la gare. Pour la ville de Saint-Bruno-de-Montarville, voir Saint-Bruno-de-Montarville. Pour les autres significations, voir Saint-Bruno.
La gare Saint-Bruno est une gare d'exo située dans la ville de Saint-Bruno-de-Montarville. Elle dessert les trains de banlieue de la ligne exo 3.

## Correspondances

### Autobus

#### Réseau de transport de Longueuil[2]
| Circuit | Destinations                                 | Tracé       | Horaires       |
| ------- | -------------------------------------------- | ----------- | -------------- |
| 93      | Gare St-Bruno / Montarville / Yvonne-Duckett | [PDF] Tracé | [PDF] Horaires |